# Сибирская семёрка
Сибирская семёрка — советские пятидесятники Пётр, Августина, Лидия, Любовь и Лилия Ващенко, а также Мария и Тимофей Чмыхаловы, которые с июня 1978 года по апрель 1983 года находились в посольстве США в Москве, желая эмигрировать из СССР.

## Предыстория
В 1961 году, в разгар хрущёвской антирелигиозной кампании пятидесятник Григорий Ващенко из города Черногорск Хакасской автономной области был осуждён на пять лет лишения свободы по статье 227 УК РСФСР (создание группы, деятельность которой, проводимая под предлогом проповедования религиозных вероучений, сопряжена с причинением вреда здоровью граждан). Утверждалось, что его действия наносили ущерб психическому здоровью других членов общины. Помимо него, по этой статье осудили в Черногорске и других пятидесятников. После этого у членов общины возникла мысль об эмиграции из СССР.
В октябре 1962 года Пётр Ващенко, двоюродный брат Григория Ващенко, с женой Августиной и дочерьми (всего у них родилось 13 детей) приехали в Москву. Они попытались проникнуть в посольство США, но их задержали сотрудники милиции, привезли к прокурору Куйбышевского района Москвы, а затем посадили на поезд и в сопровождении сотрудника КГБ отправили обратно в Черногорск. Петра и Августину лишили родительских прав на трёх старших дочерей в связи с отказом родителей отпускать их в школу. Дочерей поместили в детский дом. В декабре 1962 года Петра Ващенко арестовали. 
29 декабря 1962 года четырнадцать родственников арестованных пятидесятников из Черногорска прибыли в Москву, прорвались в посольство США и попросили политического убежища. После этого в посольство прибыл заместитель министра иностранных дел СССР Василий Кузнецов, который заявил, что в СССР всем гарантирована религиозная свобода, но если пятидесятники всё же хотят эмигрировать, то все необходимые для этого документы им надо оформить в Черногорске. Посол США объяснил, что пятидесятникам не могут предоставить политическое убежище, и их убедили удалиться. Их привезли на вокзал, посадили в поезд и отправили в Черногорск. Через три месяца был арестован лидер группы брат Петра Ващенко Харитон.
21 марта 1963 года Пётр Ващенко был осуждён на два года лишения свободы, а Харитон Ващенко — на пять.
В мае 1968 года Пётр Ващенко с четырьмя младшими дочерьми приехали в Москву. 29 мая Петра и дочь Лидию задержали милиционеры при подходе к посольству США, а остальные три дочери прорвались в посольство, но сотрудники посольства их выгнали. Девочек отправили в детприёмник. Петра освободили, он отправился в Черногорск, но 18 июня 1968 года Петр вернулся в Москву вместе с Августиной. На этот раз им удалось войти в посольство США и даже поговорить с самим послом. Но их задержали, как только они покинули посольство. Петра поместили в психиатрическую больницу, через полтора месяца вернули в Черногорск и там осудили на год лишения свободы по обвинению в нарушении паспортного режима. Августину 20 сентября 1968 года по обвинению в сопротивлении представителю власти (имелся в виду прорыв в посольство) приговорили к трём годам лишения свободы.
В 1978 году Александр, старший сын Петра и Августины, был осуждён на 3 года лишения свободы за отказ от призыва в армию.

## Пребывание в посольстве
20 апреля 1978 года Пётр и Августина получили приглашение в США от пресвитерианского пастора из Алабамы, который узнал о ситуации от Толстовского фонда. В связи с этим в июне 1978 года они приехали в Москву со старшими дочерьми Лидией, Любовью и Лилией (им было двадцать с небольшим лет), сыном Яном, а также пятидесятниками из Черногорска Марией Чмыхаловой и её сыном Тимофеем (муж Марии Чмыхаловой ранее был приговорён к лишению свободы). 27 июня 1978 года все они, кроме Яна Ващенко, которого задержал милиционер, прорвались в посольство США. Ян Ващенко был избит милиционерами и отправлен в Черногорск.
Сотрудники консульского отдела уговаривали пятидесятников покинуть посольство. Полтора месяца они сидели на диванах в коридоре для ожидающих в консульском отделе, первые пять дней они ничего не ели, воду пили из-под крана в туалете. Потом их начали кормить американские семьи.
В августе 1978 года пятидесятников, после их письменного обращения к президенту США Джимми Картеру, перевели в подвал посольства, им выделили отдельную комнату, где раньше останавливались курьеры. В ней были две кровати, холодильник, кухонная плита и душ с туалетом. Окно комнаты выходило туда, где дежурили охранявшие посольство милиционеры. Они стучали в окно и кричали: «Вставайте и молитесь, собаки!» Пятидесятников стали выпускать на прогулки во двор посольства на пятнадцать минут в день только после их нового обращения к Картеру. После того, как они написали письмо Папе Римскому, их стали пускать на воскресные богослужения посольской католической общины.
В США возникло общественное движение в поддержку Ващенко и Чмыхаловых. Осенью 1978 года советские дипломаты просили Госдепартамент США о прекращении демонстраций в поддержку пятидесятников перед советским посольством в Вашингтоне. Президент США получил пятнадцать тысяч писем с вопросами о судьбе пятидесятников, ею интересовались журналисты едва ли не на каждой пресс-конференции в Белом доме. Картер дважды посылал в Москву для конфиденциальных переговоров с советскими властями о разрешении пятидесятникам эмигрировать доктора Олина Робисона, президента Мидлбери-колледжа, но добился лишь устного обещания не преследовать пятидесятников, если они вернутся в Черногорск. Два американских туриста в Москве, не знакомые друг с другом, предложили жениться на сёстрах Ващенко с тем, чтобы их вывезти, но такой брак был бы недействительным.
20 сентября 1979 года с семёркой впервые встретился посол Малькольм Тун, их посещали американские сенаторы и конгрессмены. Восемьдесят членов Палаты представителей Конгресса США направили письмо Леониду Брежневу с просьбой разрешить пятидесятникам эмигрировать. Во время своего визита в СССР в 1982 году с семёркой встретился известный американский проповедник Билли Грэм.
В декабре 1981 года Августина и Лидия Ващенко против воли Петра Ващенко начали бессрочную голодовку, требуя разрешение на выезд. 30 января 1982 года Лидия в связи с ухудшением её состояния была госпитализирована в Боткинскую больницу, через 11 дней её выписали, и она была отправлена самолётом в Черногорск. После возвращения из Москвы Лидия через некоторое время возобновила голодовку. Она решила вывесить на крыше своего дома флаг США. Но, поскольку она не помнила, сколько звёзд должно быть на этом флаге, она изготовила флаг с 13 звёздами — по числу детей семьи Ващенко. Сотрудники КГБ явились, чтобы сорвать флаг, эту сцену удалось заснять Александру Ващенко (младшие дети, используя бутафорские фотоаппараты делали вид, что снимают, сотрудники КГБ отнимали у них эти «фотоаппараты», а в это время Александр сделал несколько снимков). Семья дважды выходила на демонстрации в Черногорске и Красноярске с обращёнными к Брежневу призывами разрешить им эмигрировать.
23 марта 1982 года Палата представителей Конгресса США приняла резолюцию «с выражением озабоченности в связи с ущемлением права на эмиграцию двух семей верующих». 13 июля 1982 года Сенат США проголосовал за предоставление семёрке права постоянного проживания в США.

## Эмиграция
В апреле 1983 года Лидии разрешили эмигрировать одной, но не в США, а в Израиль. Оттуда она прислала вызов оставшимся членам семьи. После этого они и Чмыхаловы покинули посольство и вернулись в Черногорск. Наконец, им тоже разрешили эмигрировать.
29 июня 1983 года они прилетели в Вену, оттуда — в Тель-Авив, а затем — в США. Ващенко поселились в штате Вашингтон. Пётр Ващенко умер в 1985 году. Среди детей Ващенко есть учительница (Любовь), медсестра, бухгалтер, остальные — рабочие. Чмыхаловы поселились в штате Орегон, где Тимофей работает секретарём в администрации больницы.